# Acrida willemsei
Acrida willemsei là một loài châu chấu thuộc phân họ Acridinae. Loài này được ghi nhận ở miền nam Trung Quốc, Đài Loan, bán đảo Đông Dương, Ấn Độ và Malesia. Loài này được mô tả lần đầu năm 1954.